# Emmanuel-Céleste de Durfort
Pour les articles homonymes, voir Durfort.
Emmanuel Céleste Augustin de Durfort, comte, puis marquis, ensuite 5e duc de Duras (Paris, 28 août 1741 – Londres, 20 mars 1800), est un militaire français du XVIIIe siècle.

## Biographie
Emmanuel-Céleste-Augustin de Durfort, fils de maréchal de France, naquit, le 28 août 1741.
Il fut nommé colonel d'un régiment d'infanterie de troupes boulonnaises le 29 novembre 1757, créé brigadier des armées du Roi le 18 juin 1768, duc de Duras par brevet de 1770, et maréchal de camp le 1er mars 1780.
Il devint pair de France et premier gentilhomme de la Chambre du roi, par la mort de son père, le 6 septembre 1789.
L'année suivante, le duc de Duras fut nommé commandant en chef des gardes nationales de Guyenne. Député suppléant de la noblesse de la sénéchaussée de Bordeaux aux États généraux de 1789, « il usa de son influence et de son autorité pour s'opposer aux désordres et aux excès révolutionnaires » dans cette province, et particulièrement à Bordeaux, où « sa fermeté et sa vigilance » sauvèrent la vie à un grand nombre d'individus. Mais, « lorsque la fermentation fut portée à son dernier période », le duc de Duras eut beaucoup de peine lui-même à se soustraire à la mort.
Après avoir rejoint les princes français en Allemagne, et avoir commandé sous leurs drapeaux une partie de la noblesse de Guyenne, il se rendit en Angleterre, où il mourut en 1800.

### Postérité
Emmanuel-Céleste de Durfort était le fils d'Emmanuel-Félicité de Durfort (1715-1789), duc de Duras, maréchal de France et de Louise Françoise de Coëtquen (1724-1802), baronne de Bonnefontaine, fille de Malo III Auguste (1678-1727), marquis de Coëtquen, comte de Combourg, vicomte d'Uzel, lieutenant-général des armées du roi, gouverneur de Saint-Malo.
- Il épousa, le 10 décembre 1760[3], Louise-Charlotte de Noailles (23 août 1745 -1832),  dame du palais de la reine de France Marie-Antoinette d'Autriche, fille aînée de Philippe de Noailles (1715-1794), 1er duc espagnol de Mouchy, grand d'Espagne de la première classe, prince de Poix (1729-1747), maréchal de France, chevalier des ordres du Roi, etc., et d'Anne Claude Louise d'Arpajon et première dame d'honneur de la reine Marie Leszczynska. De ce mariage est issu :
  - Amédée Bretagne Malo (1771-1838), duc de Duras, pair de France[4], marié, en 1797 en Angleterre, avec Claire de Duras (1777-1818), dont :
    - Postérité.

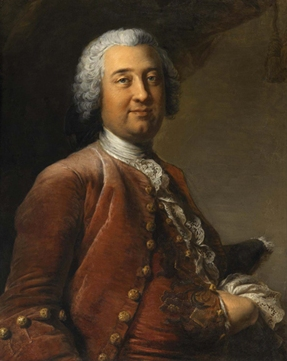
Jean Valade, Emmanuel-Félicité de Durfort (1715-1789), duc de Duras, son père.
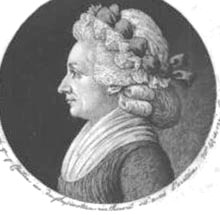
Louise-Charlotte de Noailles (1745-1832), duchesse de Duras, son épouse.
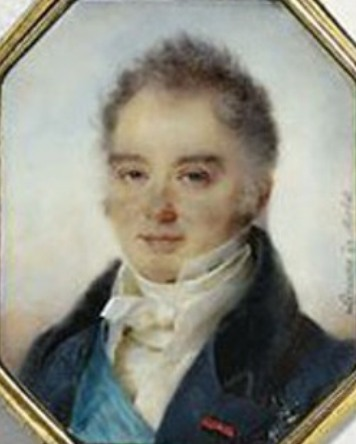
Amédée-Bretagne-Malo de Durfort (1771-1838), son fils.

## Décorations
| Chevalier de Saint-Louis |

- Chevalier de Saint-Louis (d'après le portrait de Lonsing).

## Armoiries
Écartelé: aux 1 et 4, d'argent, à la bande d'azur (de Durfort) ; aux 2 et 3, de gueules, au lion d'argent (Lomagne), ; ;
- Couronne ducale sur l'écu et sur le manteau[4]
- Tenants : deux anges[5].